# 恩切
恩切，是西班牙卡斯蒂利亚-拉曼恰瓜达拉哈拉省的一个市镇。总面积23平方公里，总人口106人（2001年），人口密度5人/平方公里。